# Ходоровський Йосип Ісаєвич
Ходоровський Йосип Ісаєвич (1885—7 травня 1938) — професійний революціонер, учасник Громадянської війни, радянський державний і партійний діяч.

## Біографія
Народився 1885 року в місті Миколаїв.
1903 року вступив в РСДРП більшовиком. Роботу вів у Миколаєві, Москві й інших містах.
1905 року став членом Миколаївського комітету РСДРП. З 28(15) червня по 20(7) липня перебував у Херсонській в'язниці, після чого повернувся до Миколаєва.
Учасник Революції 1905—1907 років. 1917 року — учасник збройного повстання в Москві.
Після Жовтневої революції — на партійній, військовій і радянській роботі:
- 1918 — член колегії Наркомату праці,
- до осені 1919 — на військово-штатних посадах Південного фронту,
  - з грудня 1918 р. по березень 1919 р. — начальник політвідділу. Водночас, 17 січня — 6 липня 1919 — член РВР фронту
  - 23 березня 1919 р. — 27 серпня 1919 р. — РВР 9-ї армії]][3]
- 1919—1920 — голова Казанського губвиконкому і секретар Казанського губкому РКП(б), член Татревкому. Очолював виконком Казанського міської Ради робітничих і червоноармійських депутатів з моменту його утворення до осені 1920 р.
- З 1921 р. — голова Тульського губвиконкому, потім секретар Сибірського бюро ЦК РКП(б)
- 1922—1928 — в Наркомпросі РРФСР
  - з 1924 — завідувач Головного управління професійної освіти
  - до 1928 — заступник наркома.
- 1928—1932 — працював торговим представником в Італії, потім у Туреччині.
- з 1932 був заступником голови Комітету з вищої технічної освіти при ЦВК СРСР

У липні 1934 року став начальником Лікувально-санітарного управління Кремля.
- Арештований 2 грудня 1937 року.
- Засуджений: ВКВС СРСР 3 травня 1938 року, звинувачений в участі в контрреволюційній терористичній організації.
- Розстріляний 7 травня 1938 року. Місце поховання: Московська область, с. Комунарка.

Реабілітований 11 квітня 1956 року ВКВС СССР.

## Адреса в Москві
Проживав: Москва, вул. Серафимовича, буд. 2 (Дім уряду), кв. 365.